# Signe Andersen
Signe Andersen (* 2. Dezember 1979) ist eine ehemalige dänische Fußballspielerin.

## Karriere

### Vereine
Andersen begann beim Vallensbæk Idrætsforening mit dem Fußballspielen und gehörte dem Verein aus Vallensbæk aus der gleichnamigen Kommune in der Region Hovedstaden bis 1995 an. Anschließend wurde sie vom Brøndby IF unter Vertrag genommen, für den sie in zwei Spielzeiten in der Elitedivision, der seinerzeit höchsten Spielklasse im dänischen Frauenfußball, aktiv war. Anschließend wurde sie vom auf der Insel Seeland in Hillerød ansässigen Hillerød Gymnastik- og Idrætsforening unter Vertrag genommen, für deren Fußballabteilung sie drei Spielzeiten lang zum Einsatz kam. Im Kalenderjahr 2001 gehörte sie ein zweites Mal dem Brøndby IF an, spielte von Januar bis August 2002 für den niederländischen Amateurverein SV Braakhuizen in der Provinz Noord-Brabant unweit von Eindhoven und anschließend – bis Ende des Jahres 2002 – für den FC Kopenhagen. Nachdem sie in zwei Spielzeiten auch für den Ballerup-Skovlunde Fodbold Punktspiele bestritten hatte, gehörte sie ab Januar 2005 dem Brøndby IF ein drittes Mal an, mit dem sie am Ende ihrer ersten Spielzeit das Double (Meisterschaft und nationaler Vereinspokal) gewann.

### Nationalmannschaft
Im Spieljahr 1995 debütierte sie als Nationalspielerin in der U17-Nationalmannschaft. Beginnend mit dem torlosen Länderspiel am 8. Mai 1995 in Stavanger gegen die U17-Nationalmannschaft Norwegens bis zum 7. Juli 1996 beim 2:0-Sieg über die U17-Nationalmannschaft Finnlands in ihrem letzten von insgesamt neun Spielen im Turnier um den Nordic-Cup für diese Altersklasse. Ihr erstes Tor erzielte sie am 5. Mai 1996 in Mellerup (Kommune Randers) beim 4:0-Sieg im Freundschaftsspiel gegen die U17-Nationalmannschaft Schwedens mit dem Treffer zum 2:0.
Von 1997 bis 1998 fand sie sowohl in der U18- als auch in der U21-Nationalmannschaft jeweils in acht Länderspielen Berücksichtigung. Nachdem sie für die seinerzeitige U18-Nationalmannschaft in zwei EM-Qualifikationsspielen (13:0 vs. Estland (3 Tore) und 9:2 vs. Finnland (2 Tore); am 11. und 13. November 1997 jeweils in Nykøbing) eingesetzt worden war, nahm sie auch am Turnier um die Europameisterschaft teil, das einzige im K.-o.-System und nicht in einer Endrunde ausgetragene und das einzige, das eine dänische Auswahlmannschaft gewann. Ihr einziges Turniertor gelang ihr mit dem 1:0-Siegtreffer im Halbfinalrückspiel gegen die U18-Nationalmannschaft Deutschlands am 24. Juni 1998 in Flensburg. Für die U21-Nationalmannschaft kam sie in jeweils vier Spielen bei ihren zwei Teilnahmen am altersbezogenen Turnier um den Nordic-Cup zum Einsatz, wobei sie am 5. August 1998 in Zuitlaren beim 3:1-Sieg über die U21-Nationalmannschaft Islands mit dem Treffer zur 1:0-Führung ihr einziges Tor in dieser Altersklasse gelang.
Die meisten Länderspiele bestritt sie anschließend für die A-Nationalmannschaft mit 25 in einem Zeitraum von fünf Jahren. Davon entfielen jeweils fünf auf Freundschafts- und EM-Qualifikationsspiele, 14 bei vier Teilnahmen in den Turnieren um den Algarve-Cup (2000, 2001, 2002, 2004) und einem mit dem fünften Spiel der WM-Qualifikationsgruppe 2 in der Klasse A beim 4:2-Sieg über die Nationalmannschaft Dänemarks. Ihr A-Länderspieldebüt hatte sie am 12. März 2000 in Albufeira im ersten Spiel der Gruppe A bei der 0:1-Niederlage gegen die Nationalmannschaft Schwedens bei ihrem ersten Algarve-Cup-Turnier gegeben.

## Erfolge
Nationalmannschaft
- Algarve-Cup-Finalist 2001
- U18-Europameister 1998
- U21-Nordic-Cup-Finalist 1996
- U17-Nordic-Cup-Sieger 1995

Odense BK
- Dänischer Meister 2005
- Dänischer Pokal-Sieger 2005